# Stigmachrysa cladostigma
Stigmachrysa cladostigma is een insect uit de familie van de gaasvliegen (Chrysopidae), die tot de orde netvleugeligen (Neuroptera) behoort. 
Stigmachrysa cladostigma is voor het eerst wetenschappelijk beschreven door Navás in 1913.